# Jablines
Jablines ist eine französische Gemeinde mit 665 Einwohnern (Stand: 1. Januar 2022) im Département Seine-et-Marne in der Region Île-de-France. Sie gehört zum Arrondissement Torcy und zum Kanton Lagny-sur-Marne (bis 2015: Kanton Thorigny-sur-Marne). Die Einwohner werden Jablinois genannt.

## Geographie
Jablines liegt etwa 30 Kilometer ostnordöstlich von Paris an der Marne. Umgeben wird Jablines von den Nachbargemeinden Fresnes-sur-Marne im Norden und Nordwesten, Précy-sur-Marne im Norden und Nordosten, Trilbardou im Nordosten, Lesches im Osten und Südosten, Chalifert im Süden und Südosten, Dampmart im Süden und Südwesten sowie Annet-sur-Marne im Westen und Nordwesten.

## Bevölkerungsentwicklung
| Jahr                       | 1962 | 1968 | 1975 | 1982 | 1990 | 1999 | 2006 | 2012 |
| Einwohner                  | 213  | 288  | 260  | 260  | 333  | 574  | 620  | 660  |
| Quellen: Cassini und INSEE |      |      |      |      |      |      |      |      |

## Sehenswürdigkeiten
Siehe auch: Liste der Monuments historiques in Jablines
- Kirche Saint-Sidoine
- Archäologische Fundstätte Haut-Château, Monument historique
- Badestrand an der Marne

## Weblinks

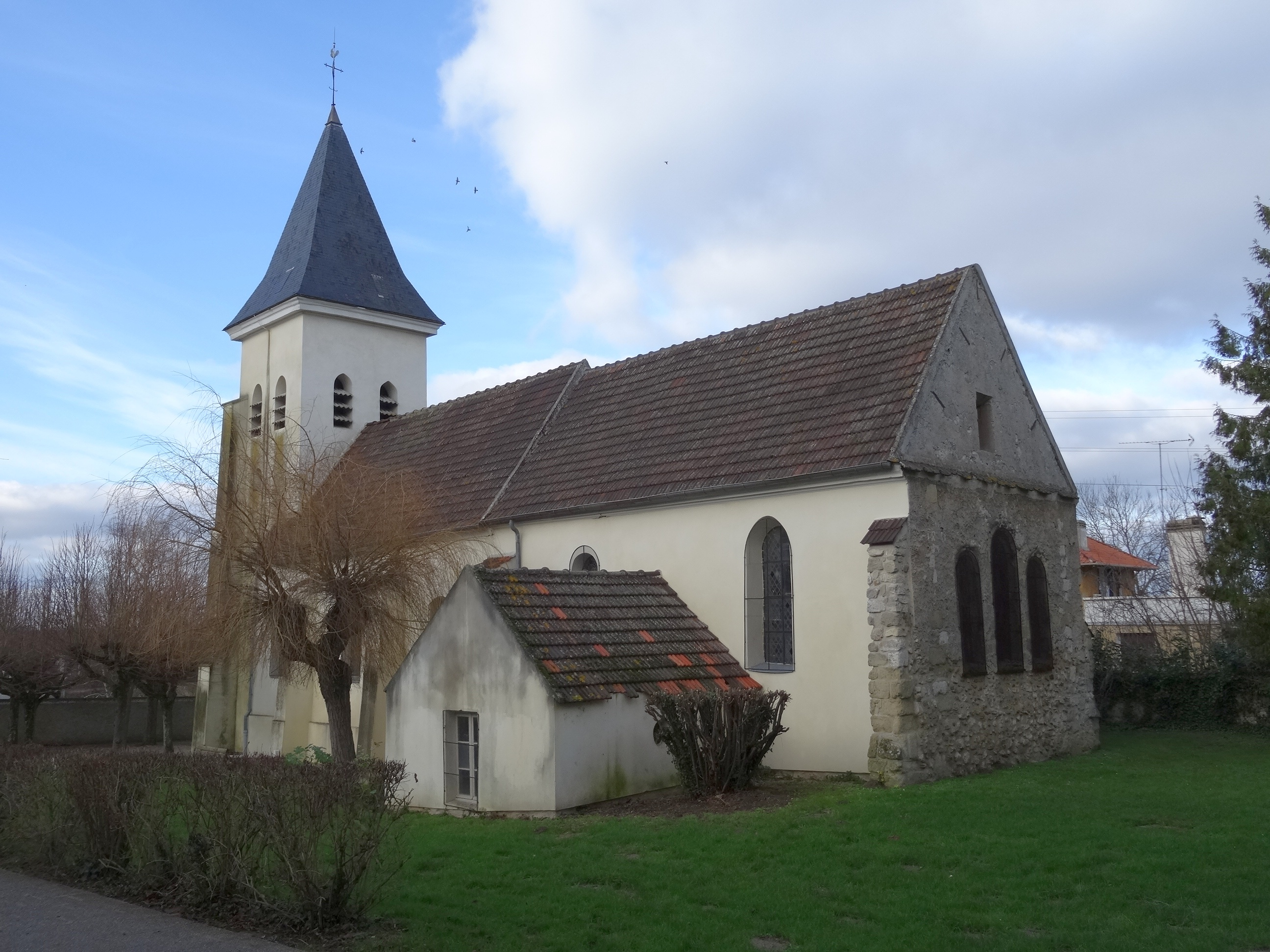
Kirche Saint-Sidoine